# Будьонівка (фільм)
«Будьонівка» (рос. «Будёновка») — радянський художній фільм 1976 року, знятий Кіностудією ім. М. Горького.

## Сюжет
Повість про те, як подорослішав семирічний Гришка, живучи пліч-о-пліч з війною, як навчився любити друзів і не боятися ворогів. Дія фільму відбувається під час громадянської війни.

## У ролях
- Дмитро Замулін — Гришка
- Сергій Тегін — Васька Заброда
- Майя Булгакова — Бабуниха, чаклунка
- Віктор Проскурін — дядько Єгор Собакін
- Валерій Смоляков — Володимир Олександрович Ваальд
- Олексій Панькин — унтер Кутейников
- Наталія Ричагова — Парасковія, мама Гришки
- Олександр Кавалеров — Льонька Сидоренко, червоноармієць
- Сергій Яковлєв — начдив
- Борис Гітін — Авдій, білий солдат
- Михайло Бочаров — білий солдат
- Ольга Григор'єва — селянка
- Віра Івлєва — тітка
- Юрій Обухов — червоноармієць
- Віктор Перевалов — Андрій, червоноармієць
- Микола Томашевський — білий поручик
- Геннадій Четвериков — коваль
- Василь Циганков — військовий фельдшер

## Знімальна група
- Режисер — Ігор Вознесенський
- Сценарист — Євген Митько
- Оператор — Олександр Філатов
- Композитор — Євген Крилатов
- Художник — Микола Ємельянов